# Nisswa, Minnesota
Nisswa, Minnesota (енгл. Nisswa) град је у америчкој савезној држави Минесота.

## Демографија
По попису из 2010. године број становника је 1.971, што је 18 (0,9%) становника више него 2000. године.
| Група             | 2000.         | 2010.         |
| Белци             | 1.926 (98,6%) | 1.919 (97,4%) |
| Афроамериканци    | 5 (0,3%)      | 7 (0,4%)      |
| Азијати           | 3 (0,2%)      | 12 (0,6%)     |
| Хиспаноамериканци | 8 (0,4%)      | 9 (0,5%)      |
| Укупно            | 1.953         | 1.971         |